# Agaton (tragediopisarz)
Agaton (stgr. Ἀγάθων Agathon; ur. 447, zm. 401 p.n.e.) – tragediopisarz grecki, uważany przez Ateńczyków za czwartego wielkiego tragika obok Ajschylosa, Sofoklesa i Eurypidesa; kochanek Pauzaniasza.

## Życiorys
O życiu Agatona wiadomo niewiele. Pewne jest, że opuścił Ateny w 407 r. p.n.e. Tak jak Eurypides udał się na dwór macedońskiego króla Archelaosa I Macedońskiego, gdzie zmarł w 401 r. p.n.e.
Z utworów Agatona zachowało się jedynie 40 wersów. Jego staranny styl kształtował się pod wpływem Gorgiasza oraz sofistów. Pierwszą nagrodę w corocznym konkursie poetyckim zdobył w 416 r. p.n.e. za tragiczną trylogię, której tytuł nie zachował się do naszych czasów.
Ze wzmianek w Poetyce Arystotelesa wiadomo, że Agaton wprowadzał liczne innowacje do swoich sztuk. Z akcji utworów usuwał często chór i redukował chóralne ody do krótkich interludiów. Jego najsławniejszym dziełem jest tragedia Anteusz, której fabuła była oryginalnym pomysłem, niepochodzącym z mitologii czy historii. Akcja utworów Agatona była często przeładowana, co narażało go na krytykę współczesnych mu twórców.
Agaton odznaczał się urokiem osobistym, jednak Arystofanes skrytykował go za zniewieściałość w komedii Kobiety na święcie Tesmoforiów. Dramatopisarz jest również jednym z głównych bohaterów Uczty Platona, której tematem jest przyjęcie wydane dla uczczenia zwycięstwa w konkursie w 416 r. p.n.e.